# Sonacome
«Антреприз насьональ де веикюль эндюстриэль» (фр. Entreprise (или société) nationale des véhicules industriels, S.N.V.I.) — крупнейшее алжирское автомобильное предприятие.

## Деятельность
Включает пять заводов и является монопольным производителем грузовиков в стране. В основе его главного завода в городе Руиба находится компания «Сонаком» (Sonacome), созданная в 1968 г. как местный филиал французской фирмы «Берлие» (Berliet). С образованием группы SNVI в 1981 году там ведётся сборка нескольких десятков моделей грузовиков, аналогичных продукции французской корпорации Renault.
Большинство узлов для них изготовляется на предприятиях системы SNVI. На ряде машин применяются моторы «Сирта» (Cirta) воздушного охлаждения, выпускающиеся по лицензии фирмы «Дойц» (Deutz). Долгие годы в программе остается семейство «К» грузоподъемностью от 2,5 до 8 тонн, основанное на давно снятых с производства машинах «Berliet К». Тяжёлые грузовики базируются на капотной серии «Renault С» и более поздней гамме «R». SVNI изготовляет также прицепы.
В 1980 году пилот Атако на Sonacome стал победителем первого в истории заезда грузовиков в рамках международного ралли «Дакар».

## Экспортирование

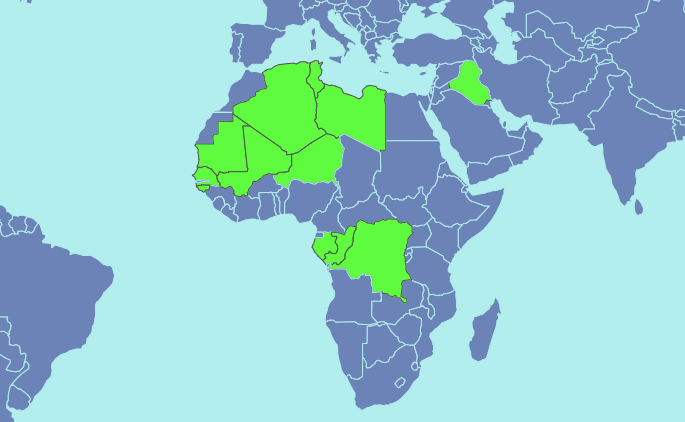
СНВИ Экспорт

SNVI экспортирует свою продукцию в несколько стран, таких как:
- Демократическая Республика Конго
- Ирак
- Габон
- Гвинея-Бисау
- Ливия
- Мали
- Мавритания
- Нигер
- Республика Конго
- Сенегал
- Тунис

## Модели

#### Гражданские грузовики
- податель – SNVI K66
- податель – SNVI K120
- податель – SNVI C260
- податель – SNVI B260
- податель – SNVI B400
- трактор – SNVI TB400
- трактор – SNVI TC260
- Вездеход – SNVI M120
- Вездеход – SNVI M230

#### Военные грузовики
- SNVI M120
- SNVI M230
- SNVI M260
- SNVI M350
- SNVI K66
- SNVI K120
- SNVI C260
- SNVI B260
- SNVI B400